# Aristolochia ringens

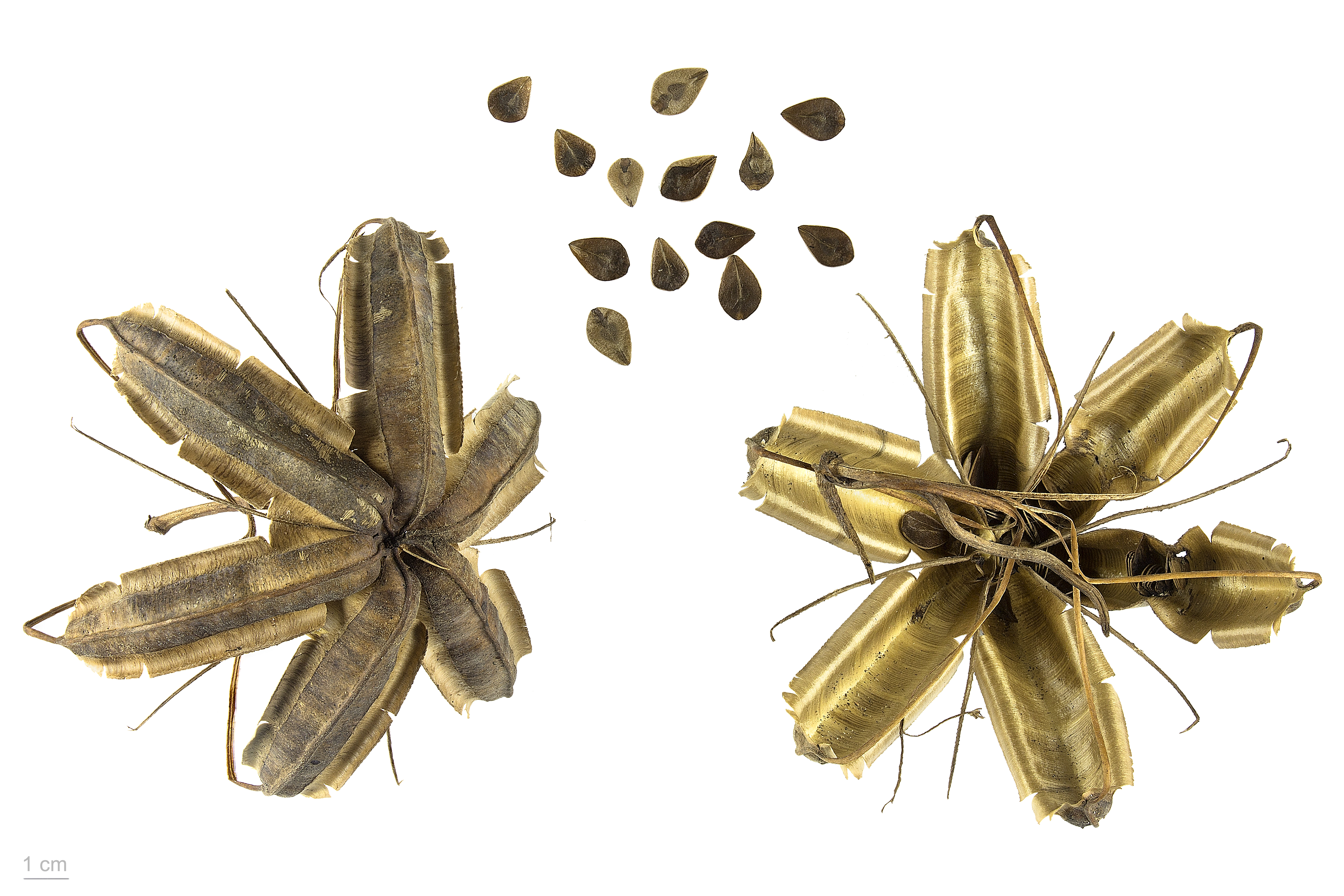
Aristolochia ringens

Aristolochia ringens är en piprankeväxtart som beskrevs av Link & Otto. Aristolochia ringens ingår i släktet piprankor, och familjen piprankeväxter. Inga underarter finns listade i Catalogue of Life.